# Municipio de Center (condado de Posey)
El municipio de Center (en inglés: Center Township) es un municipio ubicado en el condado de Posey en el estado estadounidense de Indiana. En el año 2010 tenía una población de 1433 habitantes y una densidad poblacional de 21,96 personas por km².

## Geografía
El municipio de Center se encuentra ubicado en las coordenadas 38°5′29″N 87°48′28″O / 38.09139, -87.80778. Según la Oficina del Censo de los Estados Unidos, el municipio tiene una superficie total de 65.25 km², de la cual 65.19 km² corresponden a tierra firme y (0.08%) 0.05 km² es agua.

## Demografía
Según el censo de 2010, había 1433 personas residiendo en el municipio de Center. La densidad de población era de 21,96 hab./km². De los 1433 habitantes, el municipio de Center estaba compuesto por el 99.02% blancos, el 0.07% eran afroamericanos, el 0.14% eran amerindios, el 0.07% eran asiáticos, el 0.07% eran isleños del Pacífico, el 0.14% eran de otras razas y el 0.49% pertenecían a dos o más razas. Del total de la población el 0.49% eran hispanos o latinos de cualquier raza.